# Saad Assis
Saad Fransisco de Assis (San Paolo, 26 ottobre 1979) è un ex giocatore di calcio a 5 brasiliano naturalizzato italiano, campione europeo con la nazionale italiana nel 2014.

## Carriera

### Club
Mancino, ha giocato le sue prime partite di calcio a 5 con Atletico Minero. Prima di passare al campionato spagnolo ha giocato anche una stagione con lo Sport Club Ulbra. Nel 2001 ha firmato per il PSG Móstoles dove ha giocato per una sola stagione prima di ritornare in Brasile dove ha giocato con il Banespa e poi, di nuovo, per Ulbra. È tornato in Europa per la stagione 2005-06, ma questa volta in Italia con la Luparense con la quale ha vinto una Coppa Italia. Nel 2006 ritorna al Mòstoles, in Spagna, per poi passare nel 2008 nelle file del Barcellona con cui vince due Coppe UEFA. Nell'estate del 2016 si trasferisce al Kaos, ritornando così a giocare nel campionato italiano dopo 10 anni di assenza.

### Nazionale
In possesso della doppia cittadinanza, ha esordito nella nazionale italiana il 25 settembre 2007 nell'amichevole contro la Serbia, vinta dagli azzurri per 5-3. Campione d'Europa con la nazionale italiana nel 2014.

## Palmarès

### Club

#### Competizioni nazionali
- Coppa Italia: 1
Luparense: 2005-06
- Campionato spagnolo: 3
Barcellona: 2010-11, 2011-12, 2012-13
- Coppa di Spagna: 3
Barcellona: 2010-11, 2011-12, 2012-13
- Coppa del Re: 4
Barcellona: 2010-11, 2011-12, 2012-13, 2013-14
- Supercoppa di Spagna: 1
Barcellona: 2013
- Campionato brasiliano: 1

Atletico Mineiro: 1999

#### Competizioni internazionali
- Coppa UEFA: 2

Barcellona: 2011-12, 2013-14

### Nazionale
- Campionato d'Europa: 1

Italia: 2014